# Mongolie aux Jeux olympiques d'hiver de 2010
La Mongolie participe aux Jeux olympiques d'hiver de 2010 à Vancouver au Canada du 12 février au 28 février 2010. Il s'agit de sa 12e participation à des Jeux olympiques d'hiver.
Elle était représentée par deux athlètes.

## Cérémonies d'ouverture et de clôture

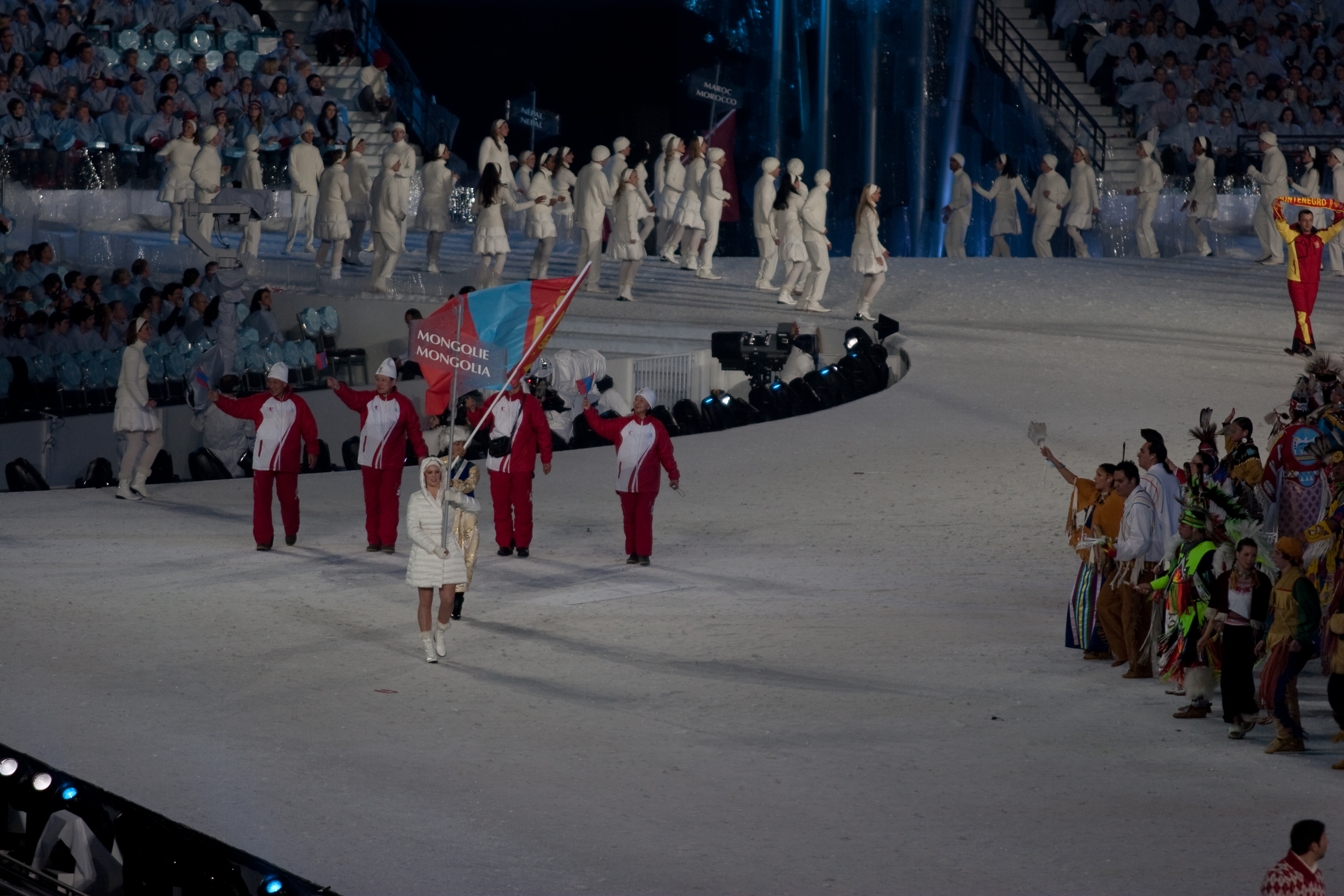
Entrée de la délégation mongole lors de la cérémonie d'ouverture.

Comme cela est de coutume, la Grèce, berceau des Jeux olympiques, ouvre le défilé des nations, tandis que le Canada, en tant que pays organisateur, ferme la marche. Les autres pays défilent par ordre alphabétique. La Mongolie est la 55e des 82 délégations à entrer dans le BC Place Stadium de Vancouver au cours du défilé des nations durant la cérémonie d'ouverture, après Monaco et avant le Monténégro. Cette cérémonie est dédiée au lugeur géorgien Nodar Kumaritashvili, mort la veille après une sortie de piste durant un entraînement. Le porte-drapeau du pays est la fondeuse Erdene-Ochiryn Ochirsüren.
Lors de la cérémonie de clôture qui se déroule également au BC Place Stadium, les porte-drapeaux des différentes délégations entrent ensemble dans le stade olympique et forment un cercle autour du chaudron abritant la flamme olympique. Le drapeau mongol est alors porté par le fondeur Khurelbaatar Khash Erdene.

## Ski de fond
La composition de la délégation mongole de ski de fond
Hommes
- Khash-Erdene Khurelbataar

Femmes
- Erdene-Ochir Ochirsuren

## Diffusion des Jeux en Mongolie
Les Mongols peuvent suivre les épreuves olympiques en regardant en clair la chaîne nationale BTV, mais également sur le câble et le satellite grâce au réseau ESPN Star Sports.